# Nueva Victoria, Amatenango de la Frontera
Nueva Victoria är en ort i Mexiko.   Den ligger i kommunen Amatenango de la Frontera och delstaten Chiapas, i den sydöstra delen av landet, 900 km sydost om huvudstaden Mexico City. Nueva Victoria ligger 765 meter över havet och antalet invånare är 284.
Terrängen runt Nueva Victoria är bergig åt sydväst, men åt nordost är den kuperad. Nueva Victoria ligger nere i en dal. Runt Nueva Victoria är det ganska tätbefolkat, med 108 invånare per kvadratkilometer. Närmaste större samhälle är Frontera Comalapa, 13,3 km norr om Nueva Victoria. I omgivningarna runt Nueva Victoria växer huvudsakligen savannskog.